# 中葛根河

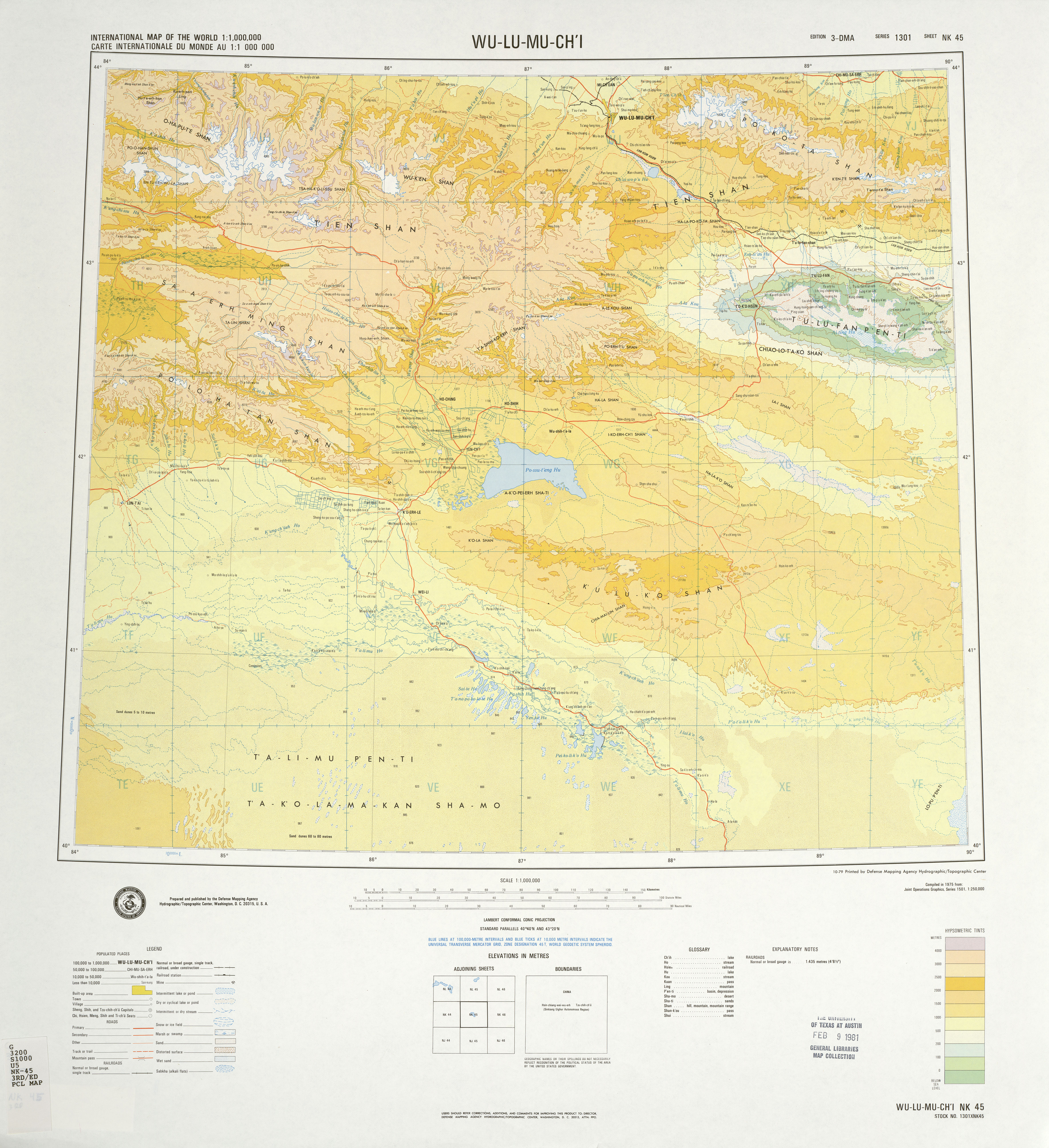
乌鲁木齐地区的地图，中葛根河（Chung Ken Kou）位于图中右上角。

中葛根河，位于中华人民共和国新疆维吾尔自治区昌吉回族自治州奇台县南部地区的一条河流，发源于博格达山山脊冰峰雪岭处，由裁缝沟和东沟两源汇合而成，干流蜿蜒向北流，穿过江布拉克景区，出山口处建有中葛根水库，水库以下河床变宽，向北延伸至半截沟镇大庄子村，河流余水在山口以下逐渐散失于冲洪积平原中下部绿洲区中。山口以上河长25千米，流域面积203平方千米，年均径流量约0.84亿立方米。